# Sényő, Szabolcs-Szatmár-Bereg
Sényő  este un sat în districtul Nyíregyház, județul Szabolcs-Szatmár-Bereg, Ungaria, având o populație de 1.431 de locuitori (2011). 

## Demografie
Componența etnică a satului Sényő
     Maghiari (98,33%)
     Necunoscut (0,3%)
     Alții (1,36%)
Componența confesională a satului Sényő
     Romano-catolici (26,35%)
     Reformați (26,21%)
     Greco-catolici (19,22%)
     Fără religie (4,54%)
     Luterani (1,4%)
     Necunoscută (22,08%)
     Ortodocși (0,21%)
     Alte religii (0,63%)
Conform recensământului din 2011, satul Sényő avea 1.431 de locuitori. Din punct de vedere etnic, majoritatea locuitorilor (98,33%) erau maghiari. Apartenența etnică nu este cunoscută în cazul a 0,3% din locuitori. Nu există o religie majoritară, locuitorii fiind romano-catolici (26,35%), reformați (26,21%), greco-catolici (19,22%), persoane fără religie (4,54%) și luterani (1,4%). Pentru 22,08% din locuitori nu este cunoscută apartenența confesională.